# Коштуги
Коштуги — село в Вытегорском районе Вологодской области России.
Входит в состав Мегорского сельского поселения), с точки зрения административно-территориального деления — центр Коштугского сельсовета.

## География
Находится в северо-восточной части области, в подзоне средней тайги,
на реках Мегра и её притока Кимрека. Ближайший населённый пункт — Голяши.

### Климат
Климат характеризуется как умеренно континентальный, с холодной продолжительной зимой и умеренно тёплым летом. Среднегодовая температура воздуха — +1,5 °C. Средняя температура воздуха самого холодного месяца (января) — −13,8 °C (абсолютный минимум — −48 °С), средняя температура самого тёплого (июля) — +16,8 °С (абсолютный максимум — +38 °С). Годовое количество атмосферных осадков составляет около 673 мм, из которых около 445 мм выпадает в тёплый период. Снежный покров держится в течение 166 дней.

## История
Образовано 6 июня 2001 года в результате объединения деревень Марковская, Алексеевская, Васюковская, Дудниковская, Захарьевская, Иевлевская-2, Лукинская, Люговская, Мининская  и Павловская. От деревни Марковская село «унаследовало» статус центра сельсовета и код ОКАТО.
C 1 января 2006 года по 30 мая 2013 года Коштуги было центром Коштугского сельского поселения

## Население
| 2010 |
| ---- |
| 91   |

### Национальный и гендерный состав
Согласно результатам переписи 2002 года, население — 136 человек (69 мужчин, 67 женщин). Всё население — русские.

## Известные жители
В окрестностях села Коштуги родился поэт Николай Клюев.

## Инфраструктура
Личное подсобное хозяйство с зоной сельскохозяйственного использования, индивидуальная застройка усадебного типа.
Отделение почтовой связи № 162915.

## Достопримечательности
В Коштугах расположена церковь Флора и Лавра — памятник архитектуры.
Жанровая скульптура «Скорбящая мать».

## Транспорт
Расстояние по автодороге до районного центра Вытегры — 62 км, до центра муниципального образования села Мегра по прямой — 19 км.